# 이쓰카이치선
이쓰카이치선(일본어: 五日市線, いつかいちせん)은 일본 도쿄도 아키시마시의 하이지마역에서 아키루노시의 무사시이쓰카이치역을 잇는 동일본 여객철도(JR 동일본)의 철도 노선이다.
평일 아침에 일부 열차는 오메 선, 주오 쾌속선과 직결 운행을 한다. 이쓰카이치 선 구간에서는 6량 편성으로 운행하며, 하이지마역에서 나머지 4량 편성 열차와 결합하여 도쿄역까지 운행한다.
평소에는 6량편성으로 운행하며, 차량 앞부분과 뒷부분에 '오메·이쓰카이치 선(青梅・五日市線)'이라는 스티커를 붙인다.

## 노선정보
- 운영 기관: 동일본 여객철도(제1종 철도사업자)
- 노선 거리: 11.1 km
- 궤간: 1,067 mm
- 역 수: 7
- 복선 구간: 없음(전 구간 단선)
- 전철화 구간: 전 구간(직류 1,500 볼트)
- 폐색 방식: 단선 자동 폐색식

## 역 목록
| 역명             | 일어 역명  | 접속 노선                                     | 역간 거리 | 영업 거리 | 소재지 | 소재지     |
| ---------------- | ---------- | --------------------------------------------- | --------- | --------- | ------ | ---------- |
| 하이지마         | 拝島       | ■ 오메 선 ■ 하치코 선 세이부 철도 하이지마 선 | -         | 0.0       | 도쿄도 | 아키시마시 |
| 구마가와         | 熊川       |                                               | 1.1       | 1.1       | 도쿄도 | 훗사시     |
| 히가시아키루     | 東秋留     |                                               | 2.4       | 3.5       | 도쿄도 | 아키루노시 |
| 아키가와         | 秋川       |                                               | 2.2       | 5.7       | 도쿄도 | 아키루노시 |
| 무사시히키다     | 武蔵引田   |                                               | 1.5       | 7.2       | 도쿄도 | 아키루노시 |
| 무사시마스코     | 武蔵増戸   |                                               | 1.3       | 8.5       | 도쿄도 | 아키루노시 |
| 무사시이쓰카이치 | 武蔵五日市 |                                               | 2.6       | 11.1      | 도쿄도 | 아키루노시 |